# Pink Cone Geyser
De Pink Cone Geyser is een conusgeiser in het Lower Geyser Basin dat onderdeel uitmaakt van het Nationaal Park Yellowstone in de Verenigde Staten. De geiser maakt deel uit van de Pink Group. Hier maken onder meer Dilemma Geyser en Pink Geyser ook deel van uit.
De erupties van de Pink Cone Geyser duren 1,5 tot 2 uur en bereiken een hoogte van ruim 9 meter. De naam dankt de geiser aan de kleur van de conus, die roze is. 